# Chikusei
Chikusei è una città giapponese della prefettura di Ibaraki.
La città è stata istituita il 28 marzo 2005 dalla fusione delle preesistenti Akeno, Kyōwa, Sekijō e Shimodate (下館市), tutte appartenenti al Distretto di Makabe.